# Do It (canção de Rasheeda)
"Do It" é uma a canção da rapper americana Rasheeda, lançado como primeiro single do seu álbum de estreia Dirty South. com Pastor Troy, Quebo Gold and Re Re.

## Paradas
| Parada (2001)                                | Melhor posição |
| -------------------------------------------- | -------------- |
| Estados Unidos - Billboard R&B/Hip-Hop Songs | 83             |
| Estados Unidos - Billboard Rap Songs         | 7              |